# Brock Lesnar
Brock Edward Lesnar (* 12. Juli 1977 in Webster, South Dakota) ist ein US-amerikanischer Wrestler und ehemaliger MMA-Kämpfer, der bei der WWE unter Vertrag steht.
Lesnar trat für die University of Minnesota im College als Ringer an und gewann im Jahr 2000 die NCAA Division I National Championship. Mit dem Gewinn der WWE Championship im Jahr 2002 stellte er den Rekord für den jüngsten Wrestler auf, der die Meisterschaft gewann. Im Jahr 2005 gewann er die IWGP Heavyweight Championship. Am 15. Juli entzog NJPW Lesnar den Titel. Bis Ende Juni 2007 besaß Lesnar weiterhin den physischen Gürtel und wurde somit zum ersten IWGP Heavyweight Champion von IGF ernannt. Lesnar begann 2007 eine MMA-Karriere und gewann daraufhin schnell die UFC Heavyweight Championship. Seine Regentschaft als Universal Champion ist mit 504 Tagen die achtlängste World-Championship-Regentschaft in der Geschichte der WWE. Er war zudem Headliner mehrerer Pay-per-View-Events, darunter Fünfmal bei WrestleMania und neunmal beim SummerSlam. Darüber hinaus beendete er 2014 die WrestleMania-Undefeated-Streak des Undertakers.

## Biografie

### Frühe Jahre
Lesnar hat zwei ältere Brüder, Troy und Chad, und eine jüngere Schwester, Brandi. Im Alter von 17 Jahren trat Lesnar der Army National Guard bei. Wegen seiner Rot-Grün-Sehschwäche erhielt er einen Bürojob. Er verlor diesen, nachdem er einen Test nicht bestanden hatte. Später arbeitete er für eine Baufirma. Lesnar war auf dem Bismarck State College, einem Junior College. Im Jahr 1998 wurde er NJCAA Heavyweight Champion im Ringen. Lesnar wechselte zur University of Minnesota. Dort teilte er sich ein Zimmer mit Shelton Benjamin. Im Jahr 2000 wurde Lesnar NCAA Division I Heavyweight Champion im Ringen.

### World Wrestling Entertainment (2000–2004)
Im Jahr 2000 unterschrieb Lesnar einen Vertrag mit der US-amerikanischen Wrestling-Promotion World Wrestling Federation. Er trat zuerst bei der Entwicklungsliga Ohio Valley Wrestling auf, wo er auch seinen zukünftigen Manager Paul Heyman kennenlernte. Zusammen mit seinem ehemaligen College-Mitbewohner Shelton Benjamin gründete er ein Tag-Team namens The Minnesota Stretching Crew. Mit diesem gewann er drei Mal die OVW Southern Tag Team Championship. Lesnar kämpfte über die Jahre in verschiedenen Dark-Matches.

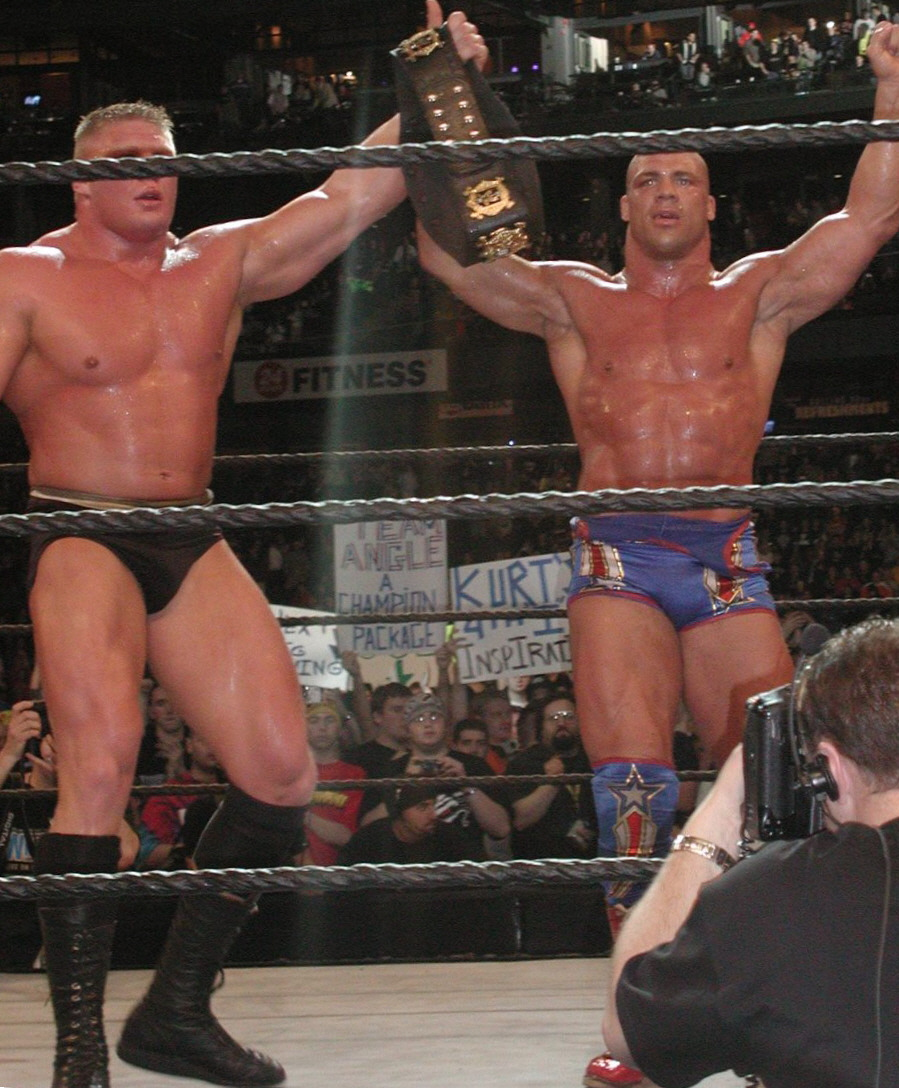
WWE Champion Lesnar und Kurt Angle nach ihrem Match bei WrestleMania XIX 2003

Sein Debüt bei der WWE gab er als kaderunabhängiger Wrestler, indem er scheinbar willkürlich in Matches eingriff und innerhalb kürzester Zeit die Wrestler sprichwörtlich auseinandernahm – sowohl bei RAW als auch bei SmackDown. Nach etlichen Angriffen auf Wrestler (u. a. The Hurricane, DDP, Mark Henry und Al Snow) wurde er dann von SmackDown unter Vertrag genommen. Ungewöhnlich: Als Rookie durfte er mehr oder weniger sofort bei einem Pay-Per-View (PPV) auftreten, und zwar bei Backlash 2002 gegen Jeff Hardy, da er sich zu der Zeit in einer Fehde mit den Hardy Boyz befand. Nach dem Sieg im „King of the Ring“-Turnier 2002 im Finale gegen Rob Van Dam bekam er ein Titelmatch gegen den damaligen WWE Undisputed Champion The Rock beim SummerSlam 2002, das er dann gewann. Er verlor seinen Titel bei der Survivor Series desselben Jahres durch Eingreifen seines eigenen Managers Paul Heyman, so dass Big Show der erste Wrestler war, der Lesnar besiegen konnte.
Im März 2003 konnte er die WWE Championship bei WrestleMania XIX von Kurt Angle zurückerobern. In diesem Match zog er sich eine Gehirnerschütterung zu, als er nach seinem Finishing Move gegen Kurt Angle auf das Seil stieg und eine Shooting Star Press zeigen wollte. Da Angle zu weit weg lag und Brock Lesnar die Aktion nicht richtig ausführen konnte, landete er ungeschützt, mit dem Kopf voran, auf der Matte. Nachdem er das Match gewonnen hatte, wusste er zuerst nicht, wo er sich genau befand. Vier Monate später verlor er den Titel auch wieder an Kurt Angle. Im September desselben Jahres konnte er den Titel von Angle zurückerobern und ihn fünf Monate lang halten, ehe er ihn bei No Way Out 2004 an Eddie Guerrero aufgrund eines Eingreifens von Goldberg wieder verlor. Darauf folgte eine Fehde gegen Goldberg, die ihr Ende mit einer Niederlage bei WrestleMania XX, mit Steve Austin als speziellem Ringrichter, fand.

### National Football League (2004–2005)
Kurz vor jenem Event war bekannt geworden, dass Lesnar seine Wrestling-Karriere (vorerst) an den Nagel hängt, um einer möglichen Football-Karriere nachzugehen. Lesnar scheiterte jedoch. Die Minnesota Vikings, das Team aus seiner Heimat, wollte ihn zunächst für ein Jahr in die Euroleague schicken, doch Lesnar weigerte sich. Seine Football-Karriere war demnach wieder beendet, bevor sie überhaupt begonnen hatte.

### New Japan Pro Wrestling und Inoki Genome Federation (2005–2007)
Im Herbst 2005 kam es zu Verhandlungen über eine Rückkehr nach Amerika in die WWE, welche aber scheiterten. Von Oktober 2005 bis Mitte 2006 war Lesnar bei der japanischen Wrestling-Promotion New Japan Pro-Wrestling aktiv. Gleich im ersten Match am 8. Oktober konnte er sich die IWGP Heavyweight Championship sichern. Am 15. Juli erklärte NJPW den Titel für vakant, da Lesnar aufgrund von Visa-Problemen nicht die IWGP-Schwergewichts-Meisterschaft verteidigen konnte.
Lesnar besaß aber weiterhin den physischen IWGP Heavyweight Gürtel. Der Inoki Genome Federation Promoter Antonio Inoki hat bekannt gegeben, dass Lesnar der „richtige“ IWGP Schwergewichts Champion sei, da er nicht um den Titel geschlagen wurde. Am 29. Juni 2007 verteidigte er die IWGP Heavyweight Championship gegen TNA World Heavyweight Champion Kurt Angle in einem Champion vs. Champion Match bei der Debütveranstaltung von IGF. Den Titel verlor er bei diesem Event.

### Hero’s und Ultimate Fighting Championship (2007–2011, 2016)
Nach dem Ende seines Vertrages beendete Brock Lesnar vorerst seine Wrestlingkarriere und wechselte in den MMA-Sport. Lesnar gab sein Debüt in der japanischen Liga Hero’s, K-1 MMA Liga, in der er auch seinen ersten Sieg verzeichnen konnte. Sein Gegner Min-soo Kim klopfte bereits nach kurzer Zeit aufgrund der starken Schläge Lesnars ab.
Anschließend war der ehemalige Profi bei UFC 77 zu sehen. Dort gab er bekannt, dass er einen Vertrag mit der UFC unterzeichnet habe. Seinen ersten Kampf in der Liga hatte er am 2. Februar 2008 gegen den ehemaligen UFC-Schwergewichts-Champion Frank Mir. Brock Lesnar verlor diesen schon in der ersten Runde durch einen Aufgabegriff (Kneebar) von Frank Mir nach 1:30. Seinen nächsten UFC-Kampf bestritt Lesnar am 9. August 2008 bei UFC 87. Hier konnte er im vorletzten Kampf Heath Herring durch einstimmige Punktwertung der Jury (30-26, 30-26, 30-26) besiegen. Aufgrund dieses Sieges und seiner überzeugenden Darstellung in seinen bisherigen Kämpfen wurde ihm der Platz des Hauptherausforderers auf den UFC-Schwergewichtsgürtel zugesichert.
Aufgrund dessen bestritt Brock Lesnar am 15. November 2008 bei UFC 91 einen Titelkampf gegen den amtierenden Titelträger Randy Couture, den er auch nach einem Technischen KO in der zweiten Runde (3:07) für sich entscheiden konnte, nachdem sich Couture gegen mehrere Elbows und Schläge nicht hatte verteidigen können. Brock Lesnar musste am 11. Juli 2009 seinen Titel erstmals verteidigen. Sein erster Herausforderer war Frank Mir, der ihm die erste Niederlage im MMA-Sport eingebracht hatte. Frank Mir war zum Zeitpunkt des Kampfes Interim-Schwergewichtsmeister, was somit bedeutete, dass der Gewinner des Kampfes die beiden Titel vereinen würde und somit Undisputed Heavyweight Champion sein würde. Lesnar entschied den Kampf in 1:48 in der zweiten Runde mit einem KO für sich.
Ursprünglich sollte Brock Lesnar seinen Titel bei UFC 106 gegen Shane Carwin verteidigen. Aufgrund einer Verletzung musste Lesnar den Kampf jedoch absagen. Der Kampf wurde zunächst auf UFC 108 verlegt und schließlich aufgehoben, nachdem ein Ausbruch des Pfeifferschen Drüsenfiebers bei Lesnar festgestellt wurde. An der UFC 116 im Juli 2010 konnte er den bis dato unbesiegten Carwin in der zweiten Runde zur Aufgabe zwingen. Am 24. Oktober 2010 verlor er den Schwergewichtsgürtel an Cain Velasquez in der ersten Runde nach 4:12 min durch TKO (Strikes). Für die 13. Staffel von The Ultimate Fighter wurde Brock Lesnar als Coach verpflichtet. Am 30. Dezember 2011 trat er nach einer Niederlage gegen Alistair Overeem vom MMA zurück.
Am 9. Juli 2016 bestritt Lesnar einen One-Night-Only-Kampf bei UFC 200 gegen Mark Hunt, welchen er einstimmig nach Punkten gewann. Am 15. Dezember 2016 wurde ihm der Sieg jedoch aberkannt, da er im Vorfeld des Kampfes zweimal positiv auf Doping getestet worden war. Zudem wurde Lesnar rückwirkend vom Juli 2016 für ein Jahr gesperrt und musste eine Strafe von 250.000 US-Dollar zahlen.

### Rückkehr zur WWE (2012–2023)

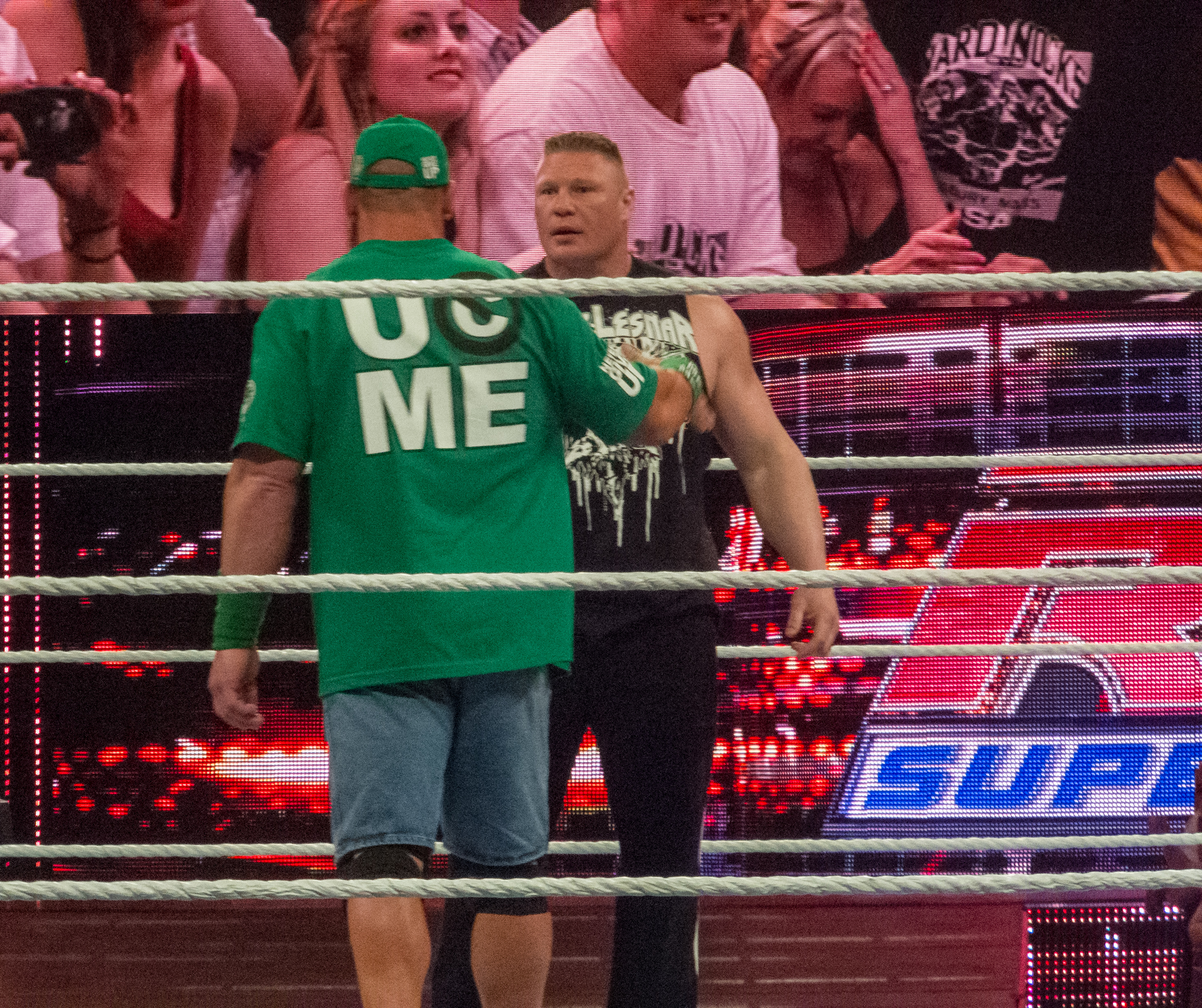
Bei seiner Rückkehr konfrontierte Lesnar John Cena bei Raw im April 2012

Im Frühjahr 2012 kehrte Lesnar bei der RAW Ausgabe am 2. April 2012 zur WWE zurück und fehdete zunächst gegen John Cena, welchem er beim Extreme Rules Großevent unterlag. Anschließend fehdete Lesnar gegen Triple H. Diesen konnte er beim Summerslam im August 2012 via Submission im Kimura Lock besiegen, welcher fortan als neuer Finisher, zusätzlich zum F-5, präsentiert wurde. In der RAW Ausgabe vom 28. Januar 2013 kehrte Lesnar erneut zurück und attackierte Vince McMahon, wodurch die Fehde gegen Triple H fortgeführt wurde. Nach deren Abschluss fehdete er gegen CM Punk.

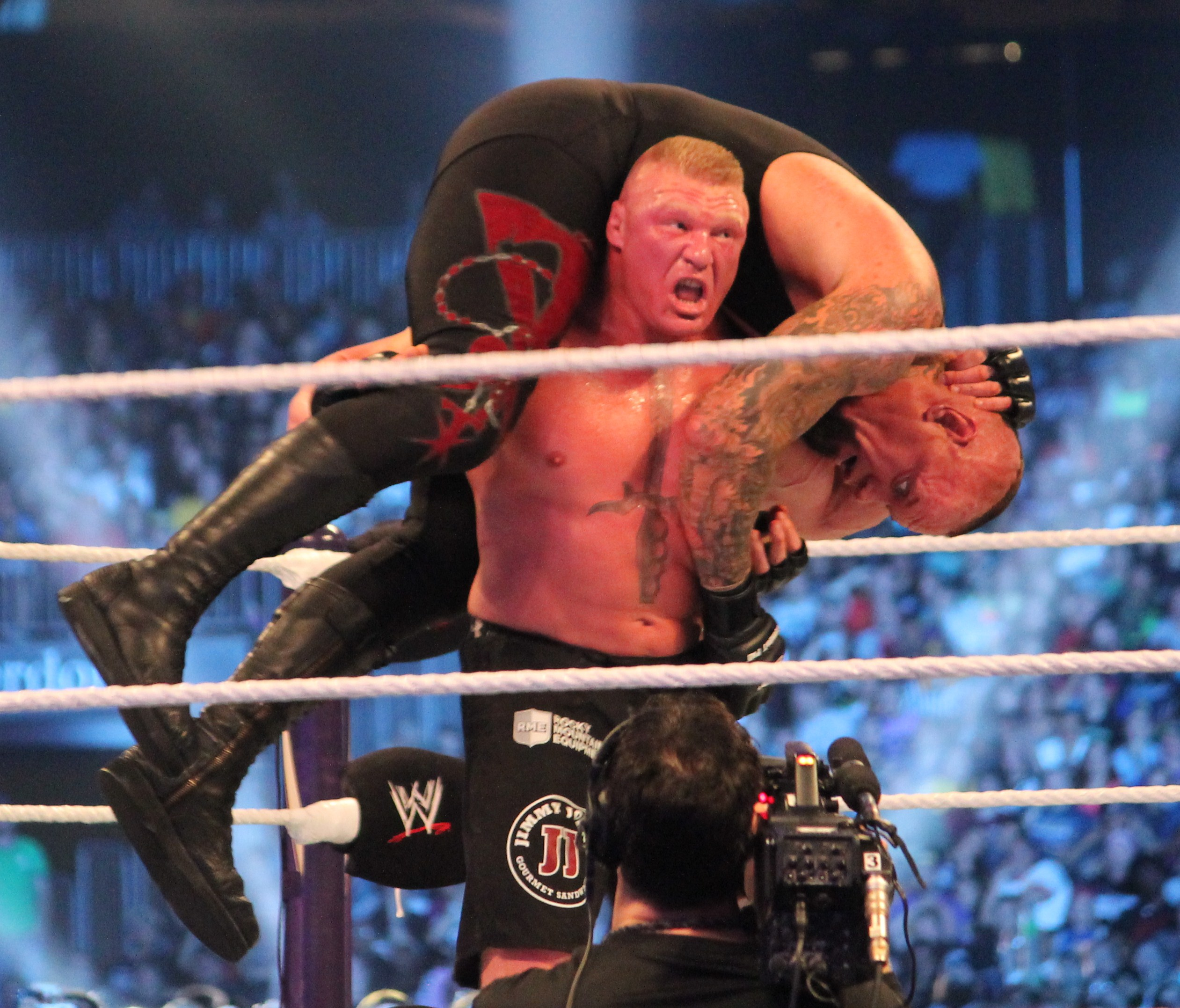
Lesnar beendete Undertakers WrestleMania-Siegesserie bei WrestleMania XXX

Bei der Großveranstaltung WrestleMania XXX am 6. April 2014 besiegte Lesnar den Undertaker und beendete dessen Serie von 21 Siegen in Folge ohne Niederlage bei WrestleMania. Bei der Großveranstaltung Summerslam am 17. August 2014 in Los Angeles, Kalifornien besiegte er John Cena und gewann somit zum vierten Mal die WWE World Heavyweight Championship. Diese verlor er bei der Wrestlemania 31 im Main Event, nachdem Seth Rollins  seinen Money in the Bank-Koffer erfolgreich eingelöst hatte und somit neuer Champion geworden war. Nach einem Eingriff des Undertakers in das WWE World Heavyweight Champion Titelmatch zwischen Lesnar und Seth Rollins bei WWE Battleground 2015, startete die Fehde zwischen den beiden erneut. Das 1. Match fand beim SummerSlam 2015 statt, welches der Undertaker kontrovers gewinnen durfte. Die Fehde endete schließlich am 25. Oktober 2015, beim PPV Hell in a Cell. Das gleichnamige Hell-in-a-Cell-Match, durfte Lesnar dann für sich entscheiden.
Nach einigen Auftritten bei House Shows der WWE und den PPVs Royal Rumble und Fastlane, startete er im Juli 2016 ein Fehdenprogramm mit Randy Orton, welches beim SummerSlam am 21. August 2016 in einem Match endete, welches Lesnar durch technischen KnockOut gewinnen konnte. Lesnar fügte Randy Orton eine echte Wunde an der Stirn zu, was tatsächlich so geplant war. Hierbei erlitt Orton eine Gehirnerschütterung. Bei einer Houseshow am 24. September 2016 gab es erneut die Ansetzung gegen Randy Orton. Diesmal in einem No Disqualification-Match, welches Lesnar ebenfalls für sich entscheiden durfte.

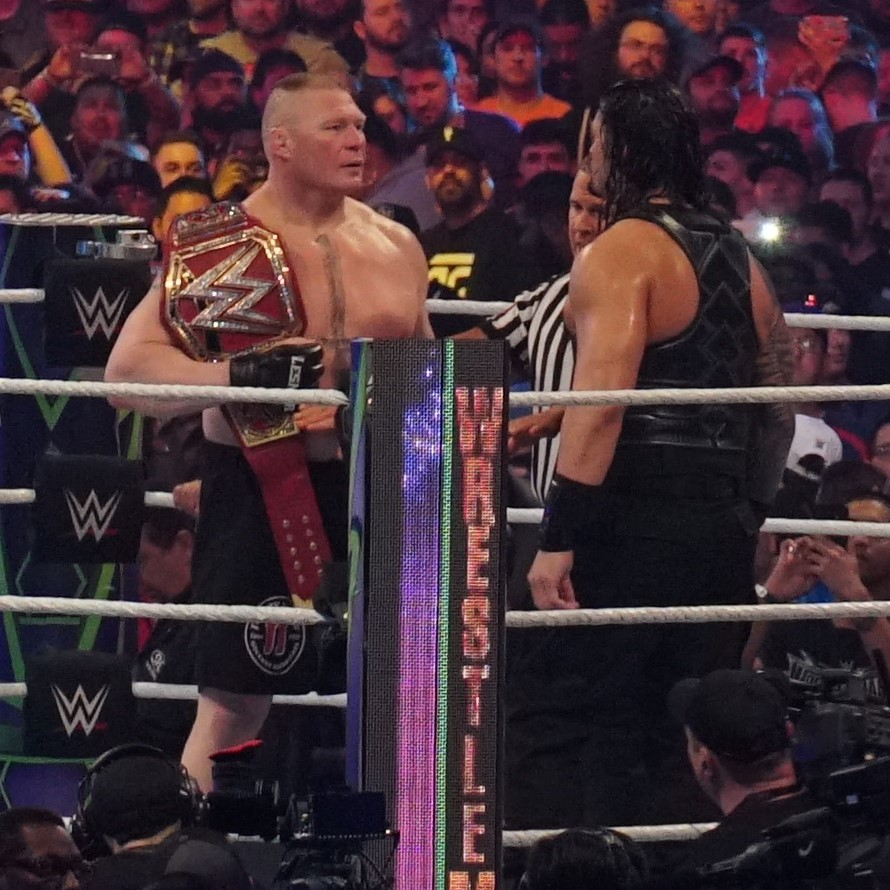
Universal Champion Lesnar und Reigns stehen sich gegenüber vor ihrem Match bei WrestleMania 34

Im Oktober 2016 begann er eine Fehde gegen Bill Goldberg, welcher nach über 12 Jahren zurückgekehrt war. Am 20. November 2016 musste Lesnar gegen diesen beim PPV Survivor Series in einem sogenannten Squash Match verlieren, am 2. April 2017 wurden ihm jedoch im Rahmen der Großveranstaltung WWE WrestleMania 33 ein Sieg gegen Goldberg und der damit verbundene Gewinn des WWE-Universal-Championship-Titels zugestanden. Am 20. August 2017 durfte er die WWE Universal Championship beim WWE SummerSlam 2017 gegen Braun Strowman, Samoa Joe und Roman Reigns in einem Fatal 4-Way Match verteidigen, in dem er letzteren besiegte. Dadurch blieb er der WWE als aktiver Wrestler erhalten, da laut Storyline sowohl Lesnar als auch sein Manager Heyman aus der WWE austreten würden, sollte Lesnar seinen Titel verlieren. Bei dem Greatest Royal Rumble am 27. April 2018 hatte Lesnar erneut ein Match gegen Reigns, diesmal jedoch ein Steel-Cage-Match. Es endete damit, dass Reigns einen Spear gegen Lesnar vollführte. Durch diesen Move gelang es Reigns, den Käfig zu öffnen. Es ertönte kein Titelsong, doch nach einigen Sekunden wurde Lesnars Titelsong abgespielt, was klarstellte, dass er der Gewinner ist. Jedoch ist das Ende des Matches sehr umstritten, denn wenn man die letzten Sekunden in Zeitlupe abspielt, erkennt man, dass Reigns den Boden als erstes berührte. Beim anschließenden Summerslam 2018 verlor er den Universal Titel schließlich gegen Reigns, aufgrund eines Eingreifens von Braun Strowman.
Aufgrund einer Leukämie-Erkrankung von Roman Reigns und dessen Ankündigung einer Auszeit wurde der Universal Champion Titel für vakant erklärt und kurz später ein Titelkampf zwischen Lesnar und Strowman bei Crown Jewel angekündigt. Am 2. November beim Event in Saudi-Arabien gewann Lesnar aufgrund einer Attacke von Baron Corbin auf Strowman und sicherte sich so erneut den Titel. Beim Royal Rumble 2019 verteidigte Lesnar seinen Titel gegen Finn Bálor. Bei WWE WrestleMania 35 verlor er seinen Titel gegen Seth Rollins. Am 19. Mai 2019 gewann Lesnar bei WWE Money in the Bank, das Ladder Match um den Money in the Bank Contract. An diesem Match waren auch Andrade, Baron Corbin, Randy Orton, Drew McIntyre, Ricochet, Finn Bálor und Ali beteiligt. Am 14. Juli 2019 löste er seinen Money in the Bank Koffer erfolgreich gegen den damals amtierenden WWE Universal Champion Seth Rollins ein, somit sicherte er sich die dritte Universal Championship. Die Regentschaft hielt 28 Tage, er verlor den Titel bei SummerSlam an Rollins. Am 4. Oktober 2019 gewann er die WWE Championship von Kofi Kingston bei WWE Friday Night SmackDown. Am 31. Oktober 2019 verteidigte er seinen Titel gegen Cain Velasquez nach nur zwei Minuten. Am 24. November 2019 bestritt er bei WWE Survivor Series ein No Holds Barred Match um seine WWE Championship gegen Rey Mysterio, dieses Match gewann er. Am 5. April 2020 verlor er den Titel bei WrestleMania 36 gegen Drew McIntyre.
Am 21. August 2021 kehrte er beim SummerSlam 2021 zurück. Nach dem Match um die Universal Championship, konfrontierte er Roman Reigns. Am 1. Januar 2022 gewann Lesnar die WWE Championship bei Day 1 2022, bei dem er kurzfristig hinzugefügt wurde, nachdem sein ursprünglich geplantes Match gegen Reigns abgesagt worden war, da dieser positiv auf das Covid-19 Virus getestet worden war. Die Regentschaft hielt 28 Tage und er verlor den Titel schlussendlich am 29. Januar 2022 beim Royal Rumble 2022 an Bobby Lashley. In der gleichen Nacht gewann er das Royal Rumble Match der Männer. Er trat mit der Startnummer 30 an und eliminierte zuletzt Drew McIntyre. Am 19. Februar 2022 gewann er beim WWE Elimination Chamber (2022) die WWE Championship zurück. Hierfür besiegte er Austin Theory, AJ Styles, Seth Rollins, Riddle und Bobby Lashley in einem Elimination-Chamber-Match. Die Regentschaft hielt 43 Tage und verlor den Titel, schlussendlich am 3. April 2022 an Roman Reigns bei WrestleMania 38 in einem Champion vs. Champion Winner Take All Unification Match. Nach der Niederlage forderte er bei WWE SummerSlam (2022) erneut Reigns zu einem Last-Man-Standing-Match um den Titel heraus, dieses Match verlor er jedoch.
Hiernach begann er erneut gegen Bobby Lashley zu fehden. Die Fehde gipfelte bei WWE Crown Jewel (2022), wo er diese dann gewinnen konnte, jedoch kam es nach mehreren Konfrontationen noch zu einem Match bei dem PPV WWE Elimination Chamber (2023), dieses Match gewann nach Disqualifikation Bobby Lashley. Am 20. Februar 2023 wurde er von Omos für WrestleMania herausgefordert, diese nahm er an. Am 2. April 2023 trat er gegen Omos bei WrestleMania 39 an, dieses Match gewann er. Bei der WWE RAW Ausgabe vom 3. April 2023 bildete er ein Tag Team mit Cody Rhodes, um gegen Roman Reigns und Solo Sikoa zu kämpfen, jedoch griff Brock Lesnar kurz vor dem Match Cody Rhodes an, und das Tag Team Match fand nicht statt. Nach diesen Angriffen kam es zu Konfrontationen und Angriffen zwischen Rhodes und Lesnar, was zu einem Match bei WWE Backlash führte, welches Rhodes für sich entscheiden konnte. Nach dem Brock Lesnar Cody erneut auf der von Backlash folgenden WWE RAW Ausgabe angriff, kam es zu einem Rematch zwischen den beiden bei WWE Night of Champions, welches Lesnar nach Aufgabe gewinnen konnte. Zu einem weiteren Aufeinandertreffen der beiden kam es beim WWE Summerslam, das Rhodes gewinnen konnte.
Nach einer Auszeit von zwei Jahren kehrte Brock Lesnar beim Summerslam 2025 zurück und attackierte John Cena, der kurz zuvor den Champion-Titel an Cody Rhodes verloren hatte. 

## Privatleben
Lesnar heiratete am 6. Mai 2006 Rena Greek. Sie wohnen auf einer Farm im kanadischen Maryfield, Saskatchewan, nachdem sie zuvor in Maple Plain, Minnesota, gelebt hatten. Zusammen haben sie zwei Söhne namens Turk (geboren 2009) und Duke (geboren 2010). Lesnar hat auch Zwillinge: eine Tochter namens Mya Lynn und einen Sohn namens Luke (geboren 2002) mit seiner ehemaligen Verlobten Nicole McClain. Er ist zudem der Stiefvater von Rena Greeks Tochter.
Lesnar ist ein sehr privater Mensch. Als solcher gibt er selten Interviews und vermeidet Fragen, die sein Privatleben betreffen. Er ist ein Anhänger der Republikanischen Partei. Lesnar ist Mitglied der National Rifle Association und trat im Mai 2011 bei ihrem jährlichen Treffen auf, um über seine Leidenschaft für die Jagd zu sprechen. Er ist ein Fan der Winnipeg Jets und alle drei seiner Söhne spielen Eishockey.

## Kontroversen
2022 wurden Vorwürfe der sexuellen Gewalt und des Machtmissbrauchs gegen den damaligen WWE Eigentümer Vince McMahon publik. So soll dieser auch weibliche Mitarbeiterinnen Wrestlern „angeboten“ haben. In mindestens einen dieser Sexhandel soll Brock Lesnar involviert gewesen sein. Lesnar wurde daraufhin für über zwei Jahre aus den WWE Shows geschrieben. Seine Rückkehr zur WWE im August 2025 stieß vielfach auf Kritik.
Im Rahmen von MeToo bzw. SpeakingOut wurde er von Terri Runnels beschuldigt, er habe ihr 2004 in der Umkleidekabine seinen Penis gezeigt. Dieser Vorfall wurde von Runnels bereits früher angesprochen, jedoch im Rahmen von SpeakingOut erneut in einem Podcast aufgegriffen.

## Titel und Auszeichnungen

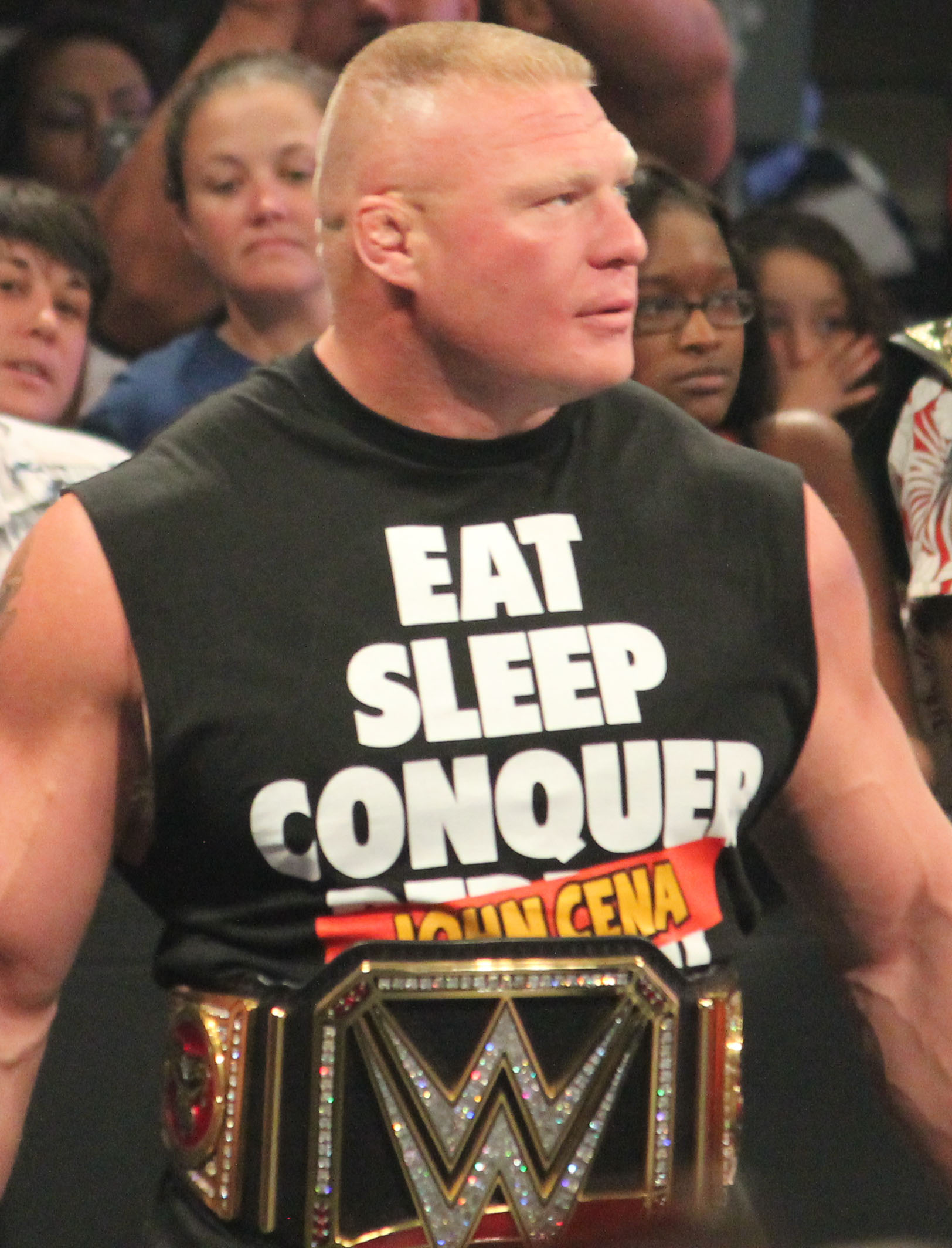
Lesnar ist ein siebenfacher WWE Champion

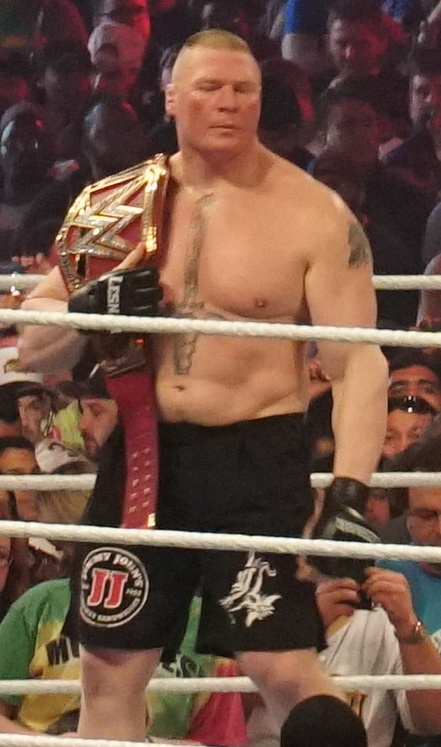
Lesnar ist zudem ein dreimaliger Universal Champion und somit zehnfacher World-Champion

### Ringen
- 1999, 2000: Big Ten Conference Champion
- 1999, 2000: NCAA Division I All-American
- 2000: NCAA Division I Heavyweight Champion
- 1997–1999: North Dakota State University Bison Tournament Champion
- 1997, 1998: NJCAA All-American
- 1998: NJCAA Heavyweight Champion

### Mixed-Martial-Arts
- Sherdog Awards
  - 2009: Beatdown of the Year

- Ultimate Fighting Championship
  - 1× Submission of the Night gegen Shane Carwin
  - 1× UFC Heavyweight Champion (zwei erfolgreiche Verteidigungen)

### Wrestling
- Guinness-Buch der Rekorde
  - Weltrekord: Jüngster WWE Champion mit 25 Jahre, 44 Tage

- Inoki Genome Federation
  - 1× IWGP Heavyweight Champion (IGF Version)

- New Japan Pro-Wrestling
  - 1× IWGP Heavyweight Champion (NJPW Version)

- Ohio Valley Wrestling
  - 1× OVW Southern Tag Team Champion mit Shelton Benjamin

- Pro Wrestling Illustrated
  - 2003: Platz 1 der Top 500 Wrestler im PWI 500

- World Wrestling Entertainment
  - 7× WWE Champion
  - 3× WWE Universal Champion
  - 2002: King of the Ring
  - 2003, 2022: 2× Royal Rumble Sieger
  - 2014: Beendete Undertakers WrestleMania Streak (21-1)
  - 2019: Men’s Money in the Bank Sieger

## Kampfstatistik
In neun Profi-Kämpfen erzielte Lesnar fünf Siege (jeweils zwei durch Technischen Knockout und Aufgabe sowie einen durch Punktentscheidung), drei Niederlagen (davon zwei durch Technischen Knockout und eine durch Aufgabe) und einen No Contest (durch nachträgliche Entscheidung).
| Professionelle Bilanz |         |               |
| 9 Kämpfe              | 5 Siege | 3 Niederlagen |
| Durch K. o.           | 2       | 2             |
| Durch Aufgabe         | 2       | 1             |
| Durch Punkte          | 1       | 0             |
| No Contest            | 1       | 1             |

| Ergebnis   | Profi-Rekord | Gegner           | Datum             | Veranstaltung                 | Methode                                             | Runde | Zeit |
| ---------- | ------------ | ---------------- | ----------------- | ----------------------------- | --------------------------------------------------- | ----- | ---- |
| Sieg       | 1–0          | Min Soo Kim      | 2. Juni 2007      | K-1 HERO's: Dynamite!! USA    | Aufgabe (Punches)                                   | 1     | 1:09 |
| Niederlage | 1–1          | Frank Mir        | 2. Februar 2008   | UFC 81: Breaking Point        | Aufgabe (Kneebar)                                   | 1     | 1:30 |
| Sieg       | 2–1          | Heath Herring    | 9. August 2008    | UFC 87: Seek and Destroy      | Punktentscheidung (einstimmig)                      | 3     | 5:00 |
| Sieg       | 3–1          | Randy Couture    | 15. November 2008 | UFC 91: Couture vs. Lesnar    | Technischer Knockout (Punches)                      | 2     | 3:07 |
| Sieg       | 4–1          | Frank Mir        | 11. Juli 2009     | UFC 100                       | Technischer Knockout (Punches)                      | 2     | 1:48 |
| Sieg       | 5–1          | Shane Carwin     | 3. Juli 2010      | UFC 116: Lesnar vs. Carwin    | Aufgabe (Arm-Triangle Choke)                        | 2     | 2:19 |
| Niederlage | 5–2          | Cain Velasquez   | 23. Oktober 2010  | UFC 121: Lesnar vs. Velasquez | Technischer Knockout (Punches)                      | 1     | 4:12 |
| Niederlage | 5–3          | Alistair Overeem | 30. Dezember 2011 | UFC 141: Lesnar vs. Overeem   | Technischer Knockout (Bodykicks und Punches)        | 1     | 2:26 |
| No Contest | 5–3, 1 NC    | Mark Hunt        | 9. Juli 2016      | UFC 200: Tate vs. Nunes       | nachträgliche Entscheidung (Aberkennung des Sieges) | 3     | 5:00 |